# Samuel Hoare
Samuel John Gurney Hoare, 1. wicehrabia Templewood GCSI, GBE, CMG (ur. 24 lutego 1880, zm. 7 maja 1959) – brytyjski polityk, członek Partii Konserwatywnej, minister w rządach Andrew Bonar Lawa, Stanleya Baldwina, Ramsaya MacDonalda i Neville’a Chamberlaina.
Wykształcenie odebrał w Harrow School oraz w New College na Uniwersytecie Oksfordzkim. W 1910 r. został wybrany do Izby Gmin jako reprezentant okręgu Chelsea. Podczas I wojny światowej zaciągnął się do armii. Po powrocie do parlamentu należał do grona krytyków koalicyjnego rządu Lloyda George’a i głosował za upadkiem rządu w 1922 r.
W nowym gabinecie Bonar Lawa, Hoare został ministrem lotnictwa. Sprawował ten urząd do 1929 r., z krótką przerwą w roku 1924. Kiedy konserwatyści przystąpili w 1931 r. do rządu narodowego, Hoare został ministrem ds. Indii. Na tym stanowisku doprowadził w 1935 r. do uchwalenia Government of India Act. W 1935 r. został ministrem spraw zagranicznych. Na tym stanowisku, razem z francuskim ministrem spraw zagranicznych Pierre'em Lavalem, wyraził nieformalną zgodę na agresję Włoch na Abisynię. Z tego powodu musiał zrezygnować ze stanowiska.
Hoare przez rok pozostawał poza gabinetem. Dopiero w 1936 r. został pierwszym lordem Admiralicji (cywilnym zwierzchnikiem marynarki, do 1937). W latach 1937–1939 był ministrem spraw wewnętrznych i brał udział w organizowaniu "Kindertransport" – wywiezienia żydowskich dzieci z hitlerowskich Niemiec i okupowanych przez nich krajów. W 1939 r. został Lordem Tajnej Pieczęci, a od kwietnia do maja 1940 r. był ministrem lotnictwa.
Kiedy premierem został w maju 1940 r. Winston Churchill, Hoare utracił gabinetowe stanowiska. W latach 1940–1944 był brytyjskim ambasadorem w Hiszpanii. Po powrocie do Wielkiej Brytanii otrzymał tytuł 1. wicehrabiego Templewood i zasiadł w Izbie Lordów. Tytuł ten wygasł wraz z jego śmiercią w 1959 r.